# Agrypon fennelli
Agrypon fennelli là một loài tò vò trong họ Ichneumonidae.